# Lotos (spolek)
Lotos byl jeden z nejstarších německých přírodovědných spolků, který byl založený v Praze německou i českou komunitou vědců.

## Historie
Přírodovědecký spolek „Lotos” byl založen 5. května 1848 dvanácti vysokoškolskými studenty, z kterého vzešla přírodovědecká společnost „Lotos” s německým názvem: „Naturhistorische Gesellschaft Lotos”. Společnost měla vedle regulérních členů (Wirkliche Mitglieder), celou spoustu členů čestných (Ehrenmitglieder) a korespondujících (Korrespondierende Mitglieder), též členy, kteří spolek finančně podporovali (Stiftende Mitglieder). Přírodovědecká společnost „Lotos” vydávala od roku 1851 časopis s názvem: LOTOS (Zeitschrift für Naturwissenschaften), jehož redaktorem byl Dr. Wilhelm Rudolf Weitenweber. Společnost působila zpočátku jako česko-německá s německou jednací řečí, též spolkový časopis byl od počátku vydáván v němčině. Po roce 1895 fungovala jako německá asi do roku 1950.

### První spolkový výbor 1848
- Předseda: Leopold Sacher-Maroch Ritter von Kronenthal, místodržitelský rada I. třídy v Praze
- Místopředseda: Karl Fritsch,[2] korespondující člen přírodovědecké akademie ve Vídni, člen matematicko-přírodovědecké sekce Královské české společnosti nauk
- členové výboru: Karl Jelínek, doktor filosofie, adjunkt na c.k. Hvězdárně ve Vídni, suplující profesor vyšší matematiky na Českém vysokém učení technickém v Praze; Johann Bayer, inspektor c.k. státní železnice; Ludwig Edler von Hößler, nadporučík; Johann Ott[3]
- Kurátoři sbírek: Adalbert Duchek, sekundární lékař ve všeobecné nemocnici v Praze; Wilhelm Petters, kandidát medicíny;[4] Emanuel Purkyně, posluchač filosofické fakulty v Praze
- Zapisovatel: Albert Prokop[5]
- Pokladník: Adalbert Smita,[6] justiční čekatel u zemského soudu v Praze[7]

### Členové 1848
- Johann Bayer (člen výboru)
- August Breisky
- Johann Czermak
- Maximilian Dormitzer
- Adalbert Duchek (člen výboru)
- Wilhelm Eidner, kandidát farmacie
- Josef Fischer, kandidát medicíny
- Karl Fritsch (člen výboru)
- Josef Halla
- Johann Hofer, lékař
- Karl Hofer
- Karl Jelinek (člen výboru)
- Agathon Klemt[8]

Při zrodu přírodovědeckého spolku stál též známý přírodovědec, lékař, chiropterolog, botanik a entomolog Friedrich Anton Kolenati (1812-1864), který se stal jeho čestným členem. Dalšími členy byli například fyzik a filosof Ernst Mach, chemik Friedrich Reinitzer, geolog Karel Kořistka.